# La Gazelle
La Gazelle war eine französische Automarke.

## Unternehmensgeschichte
M. Tzaut, der zuvor bei Clément-Bayard tätig war, gründete 1913 in Neuilly-sur-Seine das Unternehmen M. Tzaut zur Produktion von Automobilen, die als La Gazelle vermarktet wurden. Ebenfalls 1913 präsentierte er Fahrzeuge auf dem Pariser Automobilsalon. 1920 endete die Produktion.

## Fahrzeuge
Das einzige Modell 8 CV war ein Kleinwagen. Für den Antrieb sorgte ein Vierzylindermotor von Chapuis-Dornier. Der Motor war vorne im Fahrzeug montiert und trieb über eine Kardanwelle die Hinterachse an.